# Universitat d'Alexandria
La Universitat d'Alexandria (àrab: جامعة الإسكندرية, Jāmiʿat al-Iskandariyya) és una universitat pública situada a Alexandria, Egipte. Es va establir el 1938 com un satèl·lit de la universitat rei Fuad (actualment universitat del Caire), passant a ser independent a partir del 1942. El seu nom va ser universitat Faruk fins a la revolució egípcia de 1952, quan fou rebatejada amb la denominació actual. Taha Hussein va ser el seu primer rector. Actualment és la se gona universitat més gran del país, estant afiliada amb diverses universitats per la seva recerca avançada.

## Alumnes i professors destacats
- Abdel Aziz al-Rantisi
- William Linn Westermann
- Yahya El Mashad
- Abdel Wahab El-Messiri
- Mohamed Hashish
- Mohammed Aboul-Fotouh Hassab[1]
- Mo Ibrahim
- Ahmed A. Moneim
- Tawfiq Saleh[2]
- Boshra Salem[3]
- Ossama Salem
- Ahmed Zewail[4]
- Waǧīh Subhi Baqi Sulayman (Tauadros II)